# Кириченко Іван Васильович
Іван Васильович Кириче́нко (15 червня 1916, Очеретине — 26 грудня 2000, Донецьк) — український живописець; член Спілки радянських художників України з 1946 року.

## Біографія
Народився 15 червня 1916 року на станції Очеретній (нині селище Очеретине Покровського району Донецької області, Україна). Протягом 1935—1941 років навчався у Київському художньому інституті, був учнем Павла Волокидіна, Сергія Григор'єва. Дипломна робота — картина «Декабристи читають лист Пушкіна» (олія, керівник Федір Кричевський).
Брав участь у німецько-радянській війні. Служив у саперних підрозділах. Мав військові звання лейтенанта, старшого лейтенанта. Нагороджений двома орденами Червоної Зірки (17 травня 1944; 15 червня 1944), орденом Вітчизняної війни II ступеня (6 квітня 1985).
Протягом 1947—1951 років викладав у Донецькому архітектурно-художньому ремісничому училищі. Мешкав у Донецьку в будинку на вулиці Комунальній, № 7. Помер у Донецьку 26 грудня 2000 року.

## Творчість
Працював у галузях станкового живопису (у реалістичному стилі створював діорами, тематичні картини, портрети, пейзажі, натюрморти) і графіки. Серед робіт:
графіка
- серія «Боєць моєї роти» (1945);
  - «Старший сержант Шполянський»;
  - «Єфрейтор Легічев»;
- «Художник Василь Любчик» (1945, вугілля);
- «Дівчина з піонами» (1949);
- «Комсомолець» (1950);
- «Леонід» (1951);
- «Батько» (1952);

живопис
- серія акварелей «Велика Вітчизняна війна» (1947);
- «Польові квіти» (1948);
- «Прополка» (1948);
- «Заслужена нагорода» (1954);
- «У полі» (1955);
- «Донбас. Сінокісна пора» (1950-ті);
- «Улітку у Сталіно» (1956);
- «Пляж» (1957);
- «Герой Соціалістичної Праці Свирид Бешуля» (1957, Донецький краєзнавчий музей);
- «За партою» (1960);
- «Відмінниця» (1960);
- «Щорс серед богунців» (1962, у співавторстві);
- «Капітуляція» (1965);
- «Засідають донецькі ревкоми» (1966—1967, разом з Іваном Галагановим);
- «Автопортрет (Сніг іде)» (1967);
- «Гвардійці Великої Вітчизняної війни» (1968);
- «Пасмурно» (1968);
- «Осінь. Вид із вікна» (1970-ті);
- «Весна» (1970);
- «Вугілля» (1970);
- «Зміна» (1975);
- «Чорні тюльпани» (1975);
- «Півонії» (1975);
- «Осінь у Донбасі» (1980);
- «Черемха» (1983);
- «Травень у шахтарському селищі» (1983);
- «Вступ 37-ї армії в Софію» (Одеський національний художній музей).

діорами
- «Дореволюційна Макіївка» (1970, Макіївський художньо-краєзнавчий музей);
- «Слов'яногірськ — оздоровниця» (1972, Слов'янський краєзнавчий музей);
- «Сіверський Донець» (1974, Лиманський краєзнавчий музей);
- «Героїчний подвиг політрука Василя Івановича Утіна» (1983—1984, Меморіальний музей Героя Радянського Союзу політрука Василя Утіна, у Єнакієвому)[1].

Брав участь у республіканських виставках з 1947 року, всесоюзних — з 1967 року. Персональна виставка відбулася у Донецьку у 1986—1987 роках.
Крім згаданих, роботи художника зберігаються у Донецькому художньому та Маріупольському краєзнавчому музеях.